# Hobart
Hobart je glavno mesto avstralske zvezne države Tasmanija. Leži na reki Derwent.